# Kate Anderson-Richardson
Kate Anderson-Richardson (geb. Kate Suzanne Anderson; * 5. November 1973 in Melbourne) ist eine ehemalige australische Langstreckenläuferin.
Bei den Crosslauf-Weltmeisterschaften kam sie 1994 in Budapest auf Platz 108 und 1996 in Stellenbosch auf Platz 16.
Über 5000 Meter schied sie bei den Olympischen Spielen 1996 in Atlanta im Vorlauf aus, wurde Elfte bei den Weltmeisterschaften 1997 in Athen und siegte bei den Commonwealth Games 1998 in Kuala Lumpur. Bei den Weltmeisterschaften 1999 in Sevilla und bei den Olympischen Spielen 2000 in Sydney kam sie über dieselbe Distanz nicht über die erste Runde hinaus.
1996 und 1997 wurde sie Australische Meisterin über 5000 Meter, 1997 im Crosslauf. 1997 siegte sie auch bei den Burnie Ten.
Im November 1999 heiratete sie den Sprinter Jason Richardson.

## Bestzeiten
- 1500 m: 4:07,03 min, 14. März 1996, Brisbane
- 3000 m: 8:48,48 min, 15. Februar 1997, Hobart
- 5000 m: 15:10,78 min, 4. Juli 1997, Oslo (ehemaliger australischer Rekord)
- 10.000 m: 32:38.27 min, 14. Dezember 1995, Melbourne
- 10-km-Straßenlauf: 32:02 min, 21. September 1997, Burnie